# Republican National Convention 2024
Die Republican National Convention 2024 war ein Parteitag der Republikanischen Partei der Vereinigten Staaten, der vom 15. bis zum 18. Juli 2024 in Milwaukee stattgefunden hat. Der Zweck dieser Republican National Convention (RNC) war die formelle Wahl von Donald Trump zum Kandidaten der Republikaner für die Präsidentschaftswahl 2024, die Wahl von JD Vance als Kandidaten für die Vizepräsidentschaft und Running Mate für Trump sowie die Verabschiedung des Parteiprogramms für diesen Wahlkampf. Der Nominierungsparteitag der Demokraten fand einen Monat später in Chicago statt.

## Vor dem Parteitag

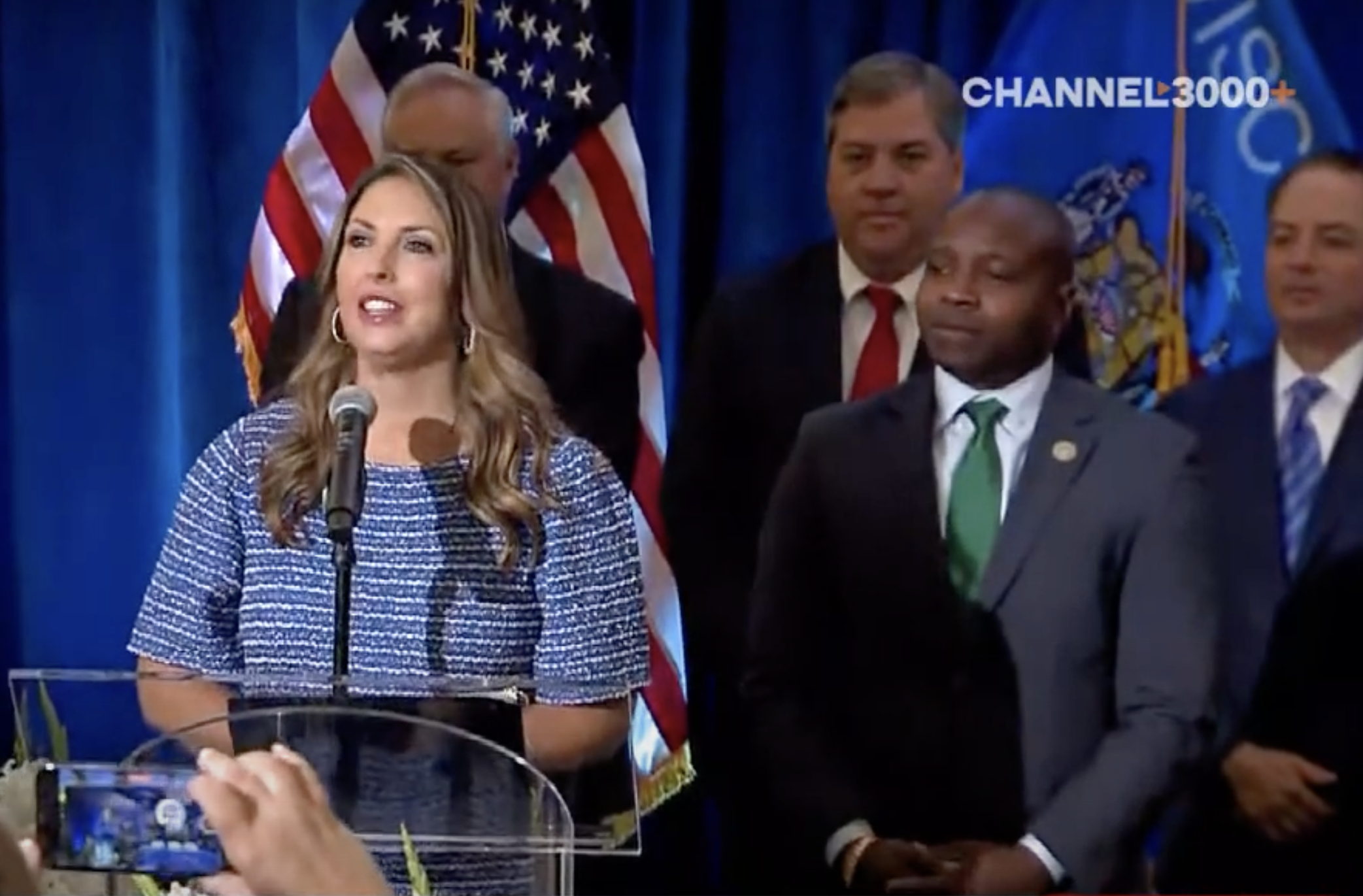
Bekanntgabe der Wahl Milwaukees als Tagungsort der RNC 2024 durch Ronna Romney McDaniel.

Anfang August 2022 hatte das Republican National Committee unter Ronna McDaniel einstimmig für Milwaukee als Austragungsort für den Parteitag 2024 gestimmt. Der einzige noch verbliebene Mitbewerber, nach dem Ausscheiden von Pittsburgh und Salt Lake City, war Nashville. Während sich Nashville, die Hauptstadt des US-Bundesstaats Tennessee, in einem Stammland der Republikaner befindet, gilt Wisconsin, wo sich Milwaukee befindet, als Swing State. Milwaukee war auch bereits für die Democratic National Convention 2020 als Austragungsort vorgesehen, diese fand wegen der COVID-19-Pandemie in den Vereinigten Staaten jedoch größtenteils virtuell statt, dadurch übernahm Milwaukee lediglich die Rolle des Produktionssitzes.
Etwa einen Monat vor Beginn des Parteitages hatte Trump Milwaukee als „horrible“ (englisch für schrecklich) bezeichnet, was sich unter anderem zum Wahlkampfthema in der Senatswahl zwischen Tammy Baldwin und ihrem republikanischen Herausforderer Eric Hovde entwickelte.
Trump galt seit dem Super Tuesday am 5. März 2024 als gesicherter Kandidat, nachdem Nikki Haley als letzte innerparteiliche Herausforderin ihre Vorwahlkampfkampagne am Folgetag für beendet erklärt hatte. Zu diesem Zeitpunkt hatte sie sich aber nicht für Trump ausgesprochen.
Haley war in einem Bruch mit Traditionen nicht als Rednerin geladen worden, trotzdem forderte sie kurz vor der Republican National Convention ihre in den Vorwahlen gewonnenen Delegierten auf, für Trump zu stimmen. Am 12. März 2024 hatte Trump die absolute Mehrheit der Parteitagsdelegierten gewonnen. Insgesamt gewann Trump 2231 Delegierte, Haley 97, DeSantis 6, Ramaswamy 3.
Der Parteitag war als eine Frage der nationalen Sicherheit eingestuft worden, womit die Koordination der umfangreichen Sicherheitsmaßnahmen dem United States Secret Service zufiel. Der Secret Service hatte am 21. Juni 2024 einen Plan mit zwei Sicherheitszonen ausgewiesen: Eine äußere Zone, zu der die Öffentlichkeit Zugang haben sollte, in der aber Fahrzeugkontrollen durchgeführt würden und eine innere Zone, zu der Fußgänger nur mit Einladungen und anderen Berechtigungen Zugang haben sollten. Die innere Zone war nur über zwei Zugänge zu betreten. Die Stadt Milwaukee hatte zusätzlich Gebiete für Proteste ausgewiesen. Das Milwaukee Police Department hatte aus über hundert Polizeibehörden, auch aus anderen Bundesstaaten, Polizeikräfte zur Verstärkung hinzugezogen. Nach dem Attentat auf Donald Trump kurz vor dem Parteitag forderte Gouverneur Tony Evers den Secret Service zu einer Ausweitung des Schusswaffenverbots auf die äußere Zone auf.
Eine Woche vor der Veranstaltung hob das Unternehmen Meta Platforms Trumps Einschränkungen auf den sozialen Medienseiten Facebook und Instagram auf und begründete dies damit, Wähler hätten das Recht, von allen Präsidentschaftskandidaten gleichermaßen zu hören.
Zwei Tage vor dem Parteitag am 13. Juli 2024 erlitt der frühere US-Präsident Donald Trump bei einem Attentat, während einer Wahlkampfrede im Butler County in Pennsylvania, eine Schussverletzung. Ein Schütze hatte vom Dach eines Gebäudes in ca. 120 m Entfernung mit einem Selbstladegewehr mehrere Schüsse auf die Rednerbühne abgegeben. Dabei verletzte er Trump am Ohr, tötete einen Teilnehmer und verletzte zwei weitere schwer, bevor er durch einen Scharfschützen des Secret Service erschossen wurde.
In einem Interview mit der New York Post wies Trump vor seinem Aufbruch zur Convention darauf hin, dass er tot sein könnte. Seine ursprünglich geplante Rede auf dem Parteitag, in der er die Regierung unter Joe Biden und Kamala Harris als schlimme und korrupte Behörde habe angreifen wollen, habe er weggeworfen. Er arbeite an einer neuen Rede, um das Land zu vereinen. Er wisse nicht, ob das möglich sei, da das Volk so gespalten sei. Die ursprünglich nicht als Redner vorgesehenen ehemaligen Vorwahlrivalen Ron DeSantis und Nikki Haley wurden nach dem Anschlag in die Rednerliste aufgenommen.

## Veranstaltung

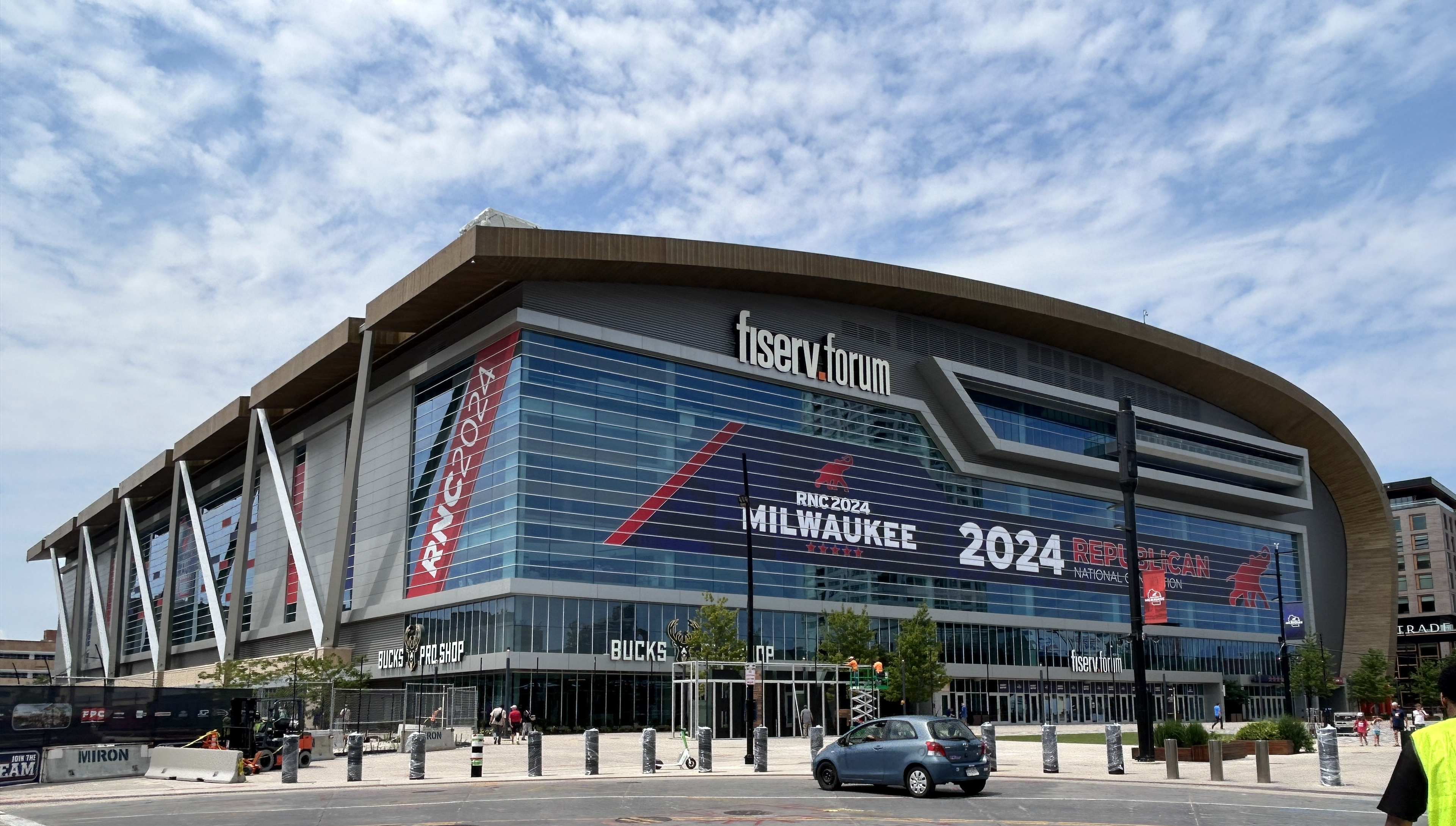
Das Fiserv Forum am 11. Juli 2024

Hauptveranstaltungsort der Convention war das Fiserv Forum, mit der UW–Milwaukee Panther Arena und dem Baird Center als weiteren Veranstaltungsorten. Neben den Veranstaltungen wurden unter anderem die Filme Reagan, Theocracy of Terror: Murder, Oppression & the Rise of Iran's Political Regime und Trump's Rescue Mission: Saving America gezeigt. Organisationen wie Moms for Liberty, das American Jewish Committee oder die Europäische Union hielten eigene Präsentationen und Veranstaltungen ab. Am Sonntag vor dem Parteitag fand unter dem Motto Red, White and Brew eine Party im Henry Maier Festival Park statt.

### Montag, der 15. Juli 2024
Der erste Tag der Veranstaltung stand unter dem Motto make America Wealthy Once Again und befasste sich mit wirtschaftspolitischen Maßnahmen. Michael Whatley, als Parteivorsitzender der Republikaner, ließ die Convention mit einer Schweigeminute für die Opfer des Attentatsversuches am Samstag beginnen.
Kurz vor der offiziellen Eröffnung des Parteitages hatte Trump auf Truth Social bekanntgegeben, dass er sich für JD Vance als Running Mate entschieden habe. Trump hatte Vance erst zwanzig Minuten zuvor informiert. Er zeigte sich mit verbundenem Ohr und seinem Vizepräsidentschaftskandidaten unter Applaus bei der Veranstaltung. Es war Donald Trumps erster öffentlicher Auftritt seit dem Attentatsversuch. An diesem Tag wurden die Delegierten per Bundesstaat für ihre Stimmen zur Nominierung des republikanischen Kandidaten aufgerufen. Mit der Aufrufung Eric Trumps als Sprecher der Delegation aus Florida erreichte Trump die notwendige Stimmenzahl, um offiziell nominiert zu sein. Mike Johnson als offizieller Vorsitzender erklärte Trump nach Abgabe von 2387 Stimmen offiziell zum republikanischen Präsidentschaftskandidaten 2024.
Einige der Politiker, die als Kandidaten für die Vizepräsidentschaftskandidatur gehandelt worden waren, sprachen an diesem Tag. Zu ihnen gehörten die Gouverneure Kristi Noem von South Dakota, die sich dafür pries, während der COVID-19-Pandemie in den Vereinigten Staaten keine Beschränkungen erlassen zu haben, und Glenn Youngkin von Virginia, der Parallelen zwischen seinem und Trumps Unternehmertum zog. Elise Stefanik kam als Sprechen der Delegation aus New York zu Wort und versprach, dass Trump in New York gewinnen würde. Auch die afroamerikanischen ehemaligen Kandidaten Byron Donalds und Tim Scott sprachen als Appell an schwarze Wähler. Scott erklärte dabei, dass der Teufel in Pennsylvania ein Gewehr gehalten habe, aber der Löwe Trump sei brüllend wieder aufgestanden.
Der Präsident der Gewerkschaft International Brotherhood of Teamsters Sean O’Brien richtete sich in seiner Rede an die Arbeiterklasse, und die Rapperin Amber Rose sprach für die Jugendlichen. Die Referentin Marjorie Taylor Greene erklärte Trump zum Gründervater des America First Movement und sprach gegen Transsexuelle. Mehrheitlich forderten die Redner nach dem Attentatsversuch Einigkeit anstatt Spaltung. Eine Ausnahme war Senator Ron Johnson aus Wisconsin, der das Programm der Demokraten als klare und gegenwärtige Gefahr bezeichnete. Er räumte später ein, dass versehentlich eine veraltete Rede in den Teleprompter hochgeladen worden war.
Musikalisch begleitet wurde der erste Tag des Nominierungsparteitags durch die Countryband Sixwire. Etwa sieben- bis achthundert Demonstranten protestierten in der Nähe gegen Trump und den Parteitag. Organisatoren hatten Tausende erwartet. Nähe der Absperrungen wurde ein Mann festgenommen, der eine Pistolenvariante des AK-47 und Munition in einem Rucksack mit sich führte.
Nach Erhebungen von Nielsen Media Research verfolgten 18,1 Millionen Zuschauer den Eröffnungstag des Parteitages im Fernsehen. Das waren weniger als die durchschnittlich 20 Millionen Zuschauer zum ersten Tag des demokratischen Nominierungsparteitages später im August.
Am selben Tag stellte die Richterin Aileen Cannon in Florida das Strafverfahren gegen Donald Trump wegen des Umgangs mit offiziellen Unterlagen ein, mit der Begründung, dass ihrer Auffassung nach der Sonderermittler in dem Verfahren nicht rechtmäßig ernannt worden sei.

### Dienstag, der 16. Juli 2024

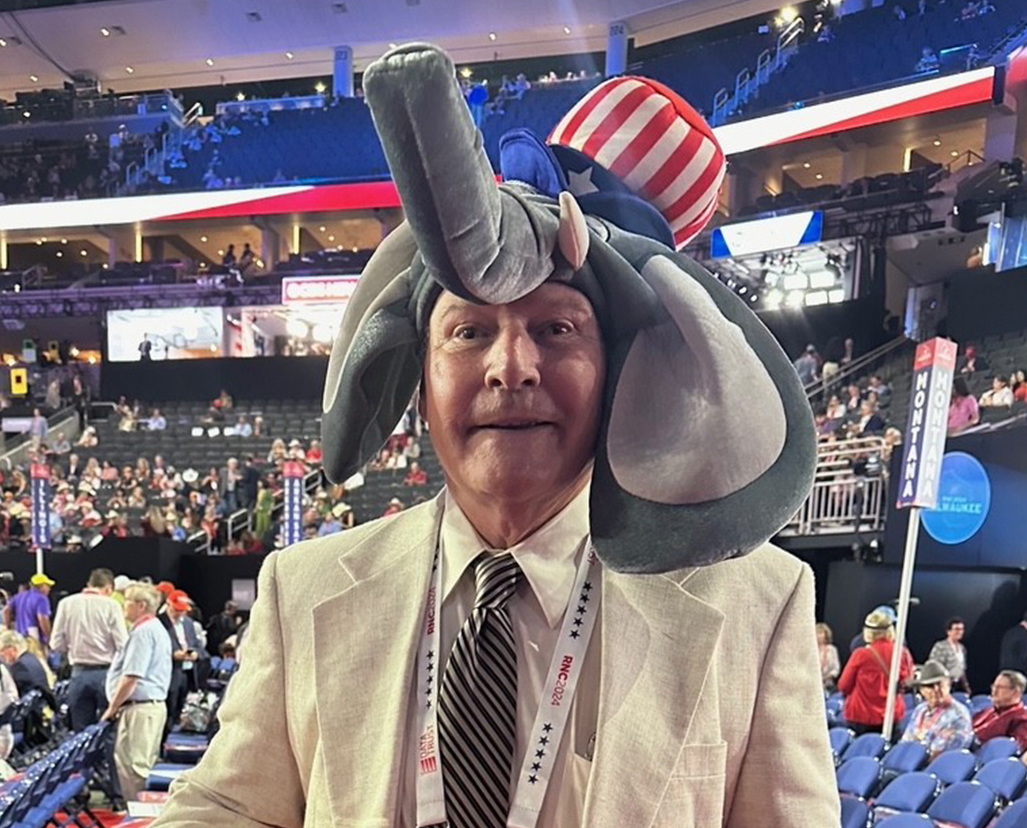
Teilnehmer an der RNC 2024 am 16. Juli 2024

Für den zweiten Tag des Parteitags wurde das Motto Make America Safe Once Again angegeben, das sich auf die Strafverfolgung und die Bekämpfung des Drogen- und Menschenhandels bezog. Besonderer Fokus wurde hierbei auf Grenzsicherheit gelegt. Weiterhin ließ man vor allem Senatorenkandidaten aus umkämpften Wahlgebieten, wie Kari Lake, Eric Hovde, Bernie Moreno, Sam Brown und Hung Cao, zu Wort kommen. Während die Rhetorik am ersten Tag der RNC wegen des Attentatsversuches noch gedämpfter und auf Einigkeit gerichtet gewesen war, wurde sie am zweiten Tag wieder lauter und aggressiver.
Zur Bestärkung der These, dass die Einwanderungspolitik der Biden-Administration Schuld an Kriminalität und Drogen sei, sprachen Bürger als Opfer an diesem Tag.
Madeline Brame, die Mutter eines 2018 in Harlem erstochenen Veteranen, griff während ihrer Rede Alvin Bragg, den Generalstaatsanwalt im Fall New York v. Trump, für eine zu weiche Politik gegen Kriminalität an. Die Nennung Braggs führte zu den lautesten Reaktionen des Abends. Eine Mutter, die einen Sohn in der Opioidkrise in den Vereinigten Staaten durch Überdosen von Fentanyl verloren hatte, erhielt stehenden Beifall.
Eine weitere Rede stammte vom Bruder einer von einem illegalen Einwanderer ermordeten Frau, und ein pensionierter Polizeibeamter aus Las Vegas sprach von einem Tsunami von Einwanderern, obwohl diese Zahlen wieder rückläufig sind. Andererseits stellte die Reality-TV-Show-Darstellerin Savannah Chrisley aus der Sendung Chrisley Knows Best ihre Familie als Opfer der Instrumentalisierung der Justiz dar. Ihre Eltern waren 2023 wegen Bankbetrugs im Fulton County zu hohen Freiheitsstrafen und Schadensersatz verurteilt worden. Zur Verurteilung Trumps in New York behauptete sie, dass die Staatsanwälte Trump besonders ins Visier genommen hätten.
Weiterhin behaupteten mehrere Redner, u. a. Rick Scott, dass die Demokraten versuchen würden, die anstehende Präsidentschaftswahl zu manipulieren, indem Stimmen von Migranten ohne amerikanische Staatsbürgerschaft gezählt würden. Kari Lake behauptete fälschlicherweise, dass ihr Gegenkandidat für den Senat von Arizona Ruben Gallego, dafür gestimmt hatte, dass Einwanderer ohne Papiere bei der Wahl abstimmen dürfen. Sie griff die anwesenden Medienvertreter als Fake News an. Senator Ted Cruz behauptete, dass Amerikaner von Demokraten auf freien Fuß gesetzten Einwanderern getötet, ermordet, angegriffen und vergewaltigt würden. Jungen und Mädchen würden an Menschenhändler verkauft.
Die ehemalige Rivalin Trumps für die Präsidentschaftskandidatur der Republikaner Nikki Haley sprach ihre volle Unterstützung für Donald Trump aus. Auch Ron DeSantis, ebenfalls ehemaliger Kandidat, bekannte sich loyal zu Trump. Haley erklärte, dass man nicht 100 % mit Trump übereinstimmen müsse, um für ihn zu stimmen. Dass Putin nicht unter Trump in die Ukraine eingefallen sei, sei kein Zufall, denn starke Präsidenten würden keine Kriege beginnen, sondern Kriege verhindern.
Vivek Ramaswamy, ein ehemaliger Herausforderer im Vorwahlkampf und Einwanderersohn erklärte, dass in den USA nicht nach der Hautfarbe geurteilt würde, sondern nach Verhalten und Charakter. Die schließe das Bekenntnis zum Rechtsstaat ein. Daher dürfe auch der Akt der Einwanderung nicht gegen das Gesetz erfolgen. Dies sei der Grund, weshalb die Republikaner am ersten Tag ihrer Amtszeit die südliche Grenze abriegeln und illegale Einwanderer deportieren würden. Zum Ende des Veranstaltungstages hin sprach der Vorwahlrivale 2016 und Wohnungsbauminister unter Trump Ben Carson. Er zitierte Jes 54,17  (Keine Waffe wird etwas ausrichten, die man gegen dich schmiedet). Zuvor warf er den Demokraten vor, dass sie Trump in den Bankrott hätten treiben sollen, er aber nun reicher denn je sei, dass sie ihn einsperren wollten, er aber freier denn je sei, und die ihn hätten töten wollen, er aber am Leben sei.
Teilnehmer des Parteitages begannen Ohrbandagen zu tragen, wie es der beim Attentat verletzte Trump am ersten Tag getan hatte. Einige Straßen von den Absperrungen der Convention entfernt, erschossen am Dienstag Polizisten aus Columbus einen mit zwei Messer bewaffneten Obdachlosen. Laut Nielsen Media Research sahen 14,8 Millionen Fernsehzuschauer den zweiten Tag der Republican National Convention. Der zweite Tag der Democratic National Convention am 20. August 2024 sollte von durchschnittlich 20,8 Millionen Fernsehzuschauer gesehen werden, mit einem Höhepunkt von 21,6 Millionen Zuschauern als dort Barack Obama sprach.

### Mittwoch, der 17. Juli 2024
Der dritte Tag lief unter dem Motto Make America Strong Once Again und sollte sich vor allem auf außenpolitische Initiativen fokussieren. Dabei wurde die aktuelle Regierung unter Biden von einigen Rednern für ihren Umgang mit der nationalen Sicherheit kritisiert.
Ein wichtiger Programmpunkt war die Ansprache von JD Vance als Running Mate von Donald Trump, in der er seine Kandidatur offiziell akzeptierte. In seiner Rede beschrieb er Joe Biden als „Verfechter jeder einzelnen politischen Initiative, die Amerika schwächer und ärmer macht“. Seine Regierung habe die USA in eine Inflationskrise gebracht. Vance bezeichnete illegale Einwanderer als „illegal aliens“ und beschuldigte die Demokraten, Millionen von diesen in das Land zu lassen. Bezogen auf die Außenpolitik, behauptete Vance, dass Donald Trump sich gegen eine Invasion des Iraks ausgesprochen hätte, während Biden diese unterstützt hätte. Trump äußerte diese Meinung erst nach Beginn des Kriegs, während er sich davor nicht klar dagegen aussprach. Im Jahr 2004 bekannte sich Trump als starker Gegner des Krieges; Biden vertrat diese Meinung erst ab 2005.
Mehrere Redner äußerten falsche Aussagen über die Löhne und die wirtschaftliche Situation. So behauptete der Vorsitzende des Republican National Committee Michael Whatley, dass die derzeitige Wirtschaftssituation schwächer sei als vor vier Jahren, obwohl sowohl die Arbeitslosenquote als auch die Schrumpfung der Wirtschaft vor vier Jahren deutlich höher waren als am Ende von Bidens Amtszeit. Newt Gingrich behauptete fälschlich, dass Trump den Krieg in Afghanistan geordnet beendet habe und kein US-Amerikaner in den letzten zwei Jahren des Krieges dort getötet worden sei. Der Krieg wurde aber im August 2021 unter der Regierung von Biden beendet, während unter Trumps Präsidentschaft 45 US-Soldaten getötet wurden.
Peter Navarro, der 2023 wegen Missachtung des US-Kongresses im Zuge der Ermittlungen des Sturms auf das Kapitol verurteilt worden war, trat ebenfalls am Mittwoch auf; nur wenige Stunden nachdem er aus der Haft entlassen wurde. Seine Verurteilung stellte er als Überschreitung der staatsanwaltschaftlichen Befugnisse dar.
Nach Einschätzung von Nielsen hatten an diesem Mittwoch knapp 18 Millionen Fernsehzuschauer die Republican National Convention verfolgt. Zum dritten Tag des demokratischen Nominierungsparteitag schalteten demgegenüber im August durchschnittlich 20,2 Millionen Zuschauer zu.

### Donnerstag, der 18. Juli 2024
Der Parteitag endet am vierten Tag mit dem zusammenfassenden Motto Make America Great Once Again, eine Variante des Wahlkampfslogans Make America Great Again.
Am Donnerstag erinnerte als Medienpersönlichkeit aus der rechten Szene Tucker Carlson daran, dass er schon auf vielen Parteitagen gewesen war und behauptete, keiner sei so enthusiastisch gewesen. Er pries Trump und Vance und sprach sich auch für sofortige Massendeportationen aus. Carlson sprach von göttlichem Eingreifen bei dem Attentatsversuch in Butler und schloss mit dem Hinweis, dass Gott auf der Convention sei. CNN und MSNBC verzichteten darauf, Carlson zu zeigen.
Der Pastor Franklin Graham erklärte, dass Gott Trumps Leben verschont habe. Der Wrestler Hulk Hogan trat als Redner auf, riss sich während seiner Rede ein Hemd vom Leib, entblößte ein darunter getragenes Trump-Vance-T-Shirt und erklärte dazu:

“Enough was enough, run wild brother, let Trump-a-mania rule again”

„Genug war genug, Bruder sei wild, lass Trump-a-Mania wieder herrschen.“

Dann trat Kid Rock auf, der eine auf Trump zugeschnittene Version von American Bad Ass sang.Dana White, der CEO der Ultimate Fighting Championship, nicht wie sonst üblich Trumps Ehefrau Melania, kündigte schließlich die Rede Trumps an.

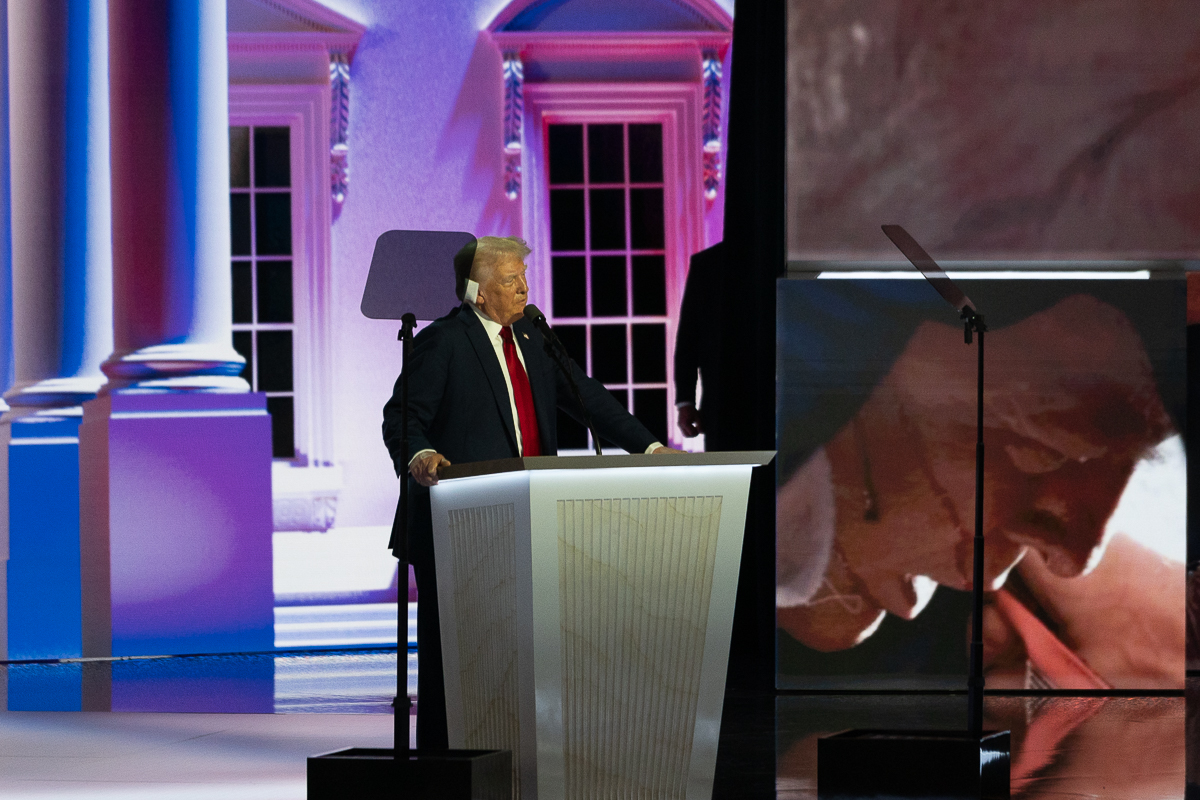
Donald Trump während seiner Rede am 18. Juli 2024

Daraufhin akzeptierte Trump seine Nominierung als Präsidentschaftskandidat. Mit einer Länge von 92 Minuten war dies die längste derartige Ansprache in neuerer Zeit. In der ersten knappen haben Stunde der Rede beschrieb Trump das Attentat vom Sonnabend, wobei er sein Überleben Gott zuschrieb, und versprach ein Präsident für alle Amerikaner zu sein. Dann begann er von der vorformulierten Rede auf seinem Teleprompter abzuweichen, griff Demokraten als korrupt und unfähig an, sprach von einer Ausländerinvasion, und behauptete durch korrupte Kräfte unter anderem vor Gericht angegriffen zu werden. Er verstieg sich zur Behauptung, dass die Einwanderung Social Security und Medicaid gefährden würde, dass andere Länder ihre Gefängnisse und Irrenhäuser leeren würden, indem sie Insassen in die USA schickten. Trump griff hierbei auf einen Vergleich mit dem fiktionalen Charakter Hannibal Lecter in Das Schweigen der Lämmer zurück.
Trump warf der derzeitigen US-Regierung vor, die schlimmste Inflation in der Geschichte der Vereinigten Staaten verursacht zu haben. Er werde die Inflation beenden, Arbeitsplätze schaffen und Löhne steigen lassen. Hierfür wolle er Einfuhrzölle anheben, Steuern auf Trinkgelder abschaffen, und die Erdölförderung anschieben. Er warnte, dass die Welt an der Schwelle zum Dritten Weltkrieg stünde, sollte er die Wahl nicht gewinnen. Der russische Angriff auf die Ukraine oder der Terrorangriff der Hamas auf Israel 2023 hätten seiner Meinung nach nie stattgefunden, wenn er Präsident gewesen wäre. Er würde alle internationalen Konflikte lösen, wenn er wieder Präsident sei.
Er lobte sein positives Verhältnis zu Kim Jong-un und erklärte, dass Nordkoreas Diktator seine Rückkehr ins Amt wahrscheinlich begrüßen würde. Er behauptete dabei unzutreffend, dass Nordkorea während seiner Amtszeit keine Raketentests durchgeführt habe.
Trumps Ehefrau Melania und seine Tochter Ivanka Trump sowie sein Schwiegersohn Jared Kushner zeigten sich am Donnerstag erstmals auf der Veranstaltung, ergriffen aber nicht das Wort. Sein jüngster Sohn Barron Trump war an allen vier Tagen abwesend.
Nach Schätzungen von Nielsen Media Research sahen durchschnittlich 25,38 Millionen Fernsehzuschauer auf vierzehn Sendern den letzten Tag der Republican National Convention, 7 Prozent mehr als am Finaltag der Republican National Convention 2020. Der Spitzenwert von 28,4 Millionen Zuschauern wurde zu Beginn von Trumps Rede erreicht. Laut Nielsen sahen dann im August durchschnittlich 26,2 Millionen Fernsehzuschauer den letzten Tag der Democratic National Convention. Die Quoten für die Demokratische Veranstaltung stiegen während der Ansprache von Kamala Harris auf 28,9 Millionen Zuschauer.

## Parteiprogramm
Die 112 Mitglieder des Parteiausschusses zur Erstellung des Parteiprogrammes traten am 8. Juli 2024 zusammen. Entgegen der Tradition, diesen Ausschuss mit zwei Parteitagsdelegierten aus jedem Bundesstaat zu besetzen, hatte das Republican National Committee unter Michael Whatley und der Co-Vorsitzenden Lara Trump Mitglieder nach persönlicher Anhängerschaft zu Donald Trump ausgesucht. Das Programm sollte kürzer als das sechzigseitige Parteiprogramm von 2016 sein. Inhaltlich sollte es nicht mehr auf den Werten der Partei, sondern auf die Wahlkampfthemen Trumps und seinen Stil zugeschnitten werden. Das Parteiprogramm wurde dann am 8. Juli 2024 beschlossen.
Als Stilmittel griff das Programm auf Versalien für Phrasen im Fließtext zurück, was als stilistischer Fehlgriff kritisiert wurde. Es ähnelte auch sonst dem von Trump in sozialen Medien bevorzugten Schreibstil. Mit nur etwa 5.000 Worten wurde es kurz gehalten, auf Details wurde verzichtet.
Die im Programm in konsequenter Großschreibung genannten zwanzig Hauptforderungen waren:
1. Abriegeln der Grenze und Beendigung der Migranteninvasion.
2. Durchführung der größten Abschiebeoperation in der Geschichte der Vereinigten Staaten.
3. Die Inflation beenden und Amerika wieder erschwinglich machen.
4. Die USA zum mit Abstand führenden Energieproduzenten der Welt machen.
5. Das Auslagern von Arbeitsplätzen beenden und die Vereinigten Staaten zu einer industriellen Supermacht machen.
6. Große Steuerkürzungen für Arbeiter und keine Steuern auf Trinkgelder!
7. Verteidigung unserer Verfassung, unserer Bill of Rights und unserer Grundrechte, einschließlich der Redefreiheit, der Religionsfreiheit und des Rechts, Waffen zu besitzen und zu tragen.
8. Verhinderung eines dritten Weltkriegs, Wiederherstellung des Friedens in Europa und im Nahen Osten und Bau eines großen Iron-Dome-Raketenabwehrschildes über unser ganzes Land – alles Made in America.
9. Beendigung der Instrumentalisierung der Regierung gegen das amerikanische Volk.
10. Das Beenden der Migrantenkriminalitätswelle, die Zerstörung ausländischer Drogenkartelle, Bekämpfung von Bandengewalt und das Wegsperren von Gewalttätern.
11. Wiederaufbau unserer Städte, einschließlich Washington, D.C., um sie wieder sicher, sauber und schön zu machen.
12. Stärkung und Modernisierung unserer Streitkräfte, damit sie ohne Frage die stärksten und mächtigsten der Welt sind.
13. Den US-Dollar als Leitwährung der Welt beibehalten.
14. Für die Rentenversicherung und Medicaid kämpfen und sie schützen, ohne Kürzungen, einschließlich keiner Änderungen des Rentenalters.
15. Abschaffung der Vorgabe für Elektrofahrzeuge und Reduzierung von kostenintensiven und belastenden Regulierungen.
16. Streichung der Bundesmittel für Schulen, die Critical Race Theory, radikale Genderideologie und andere unangemessene rassische, sexuelle oder politische Inhalte vermitteln.
17. Männer vom Frauensport fernhalten und Frauen vom Männersport fernhalten. Einführung einer neuen Sportkategorie für Zwitterwesen.
18. Hamasanhänger deportieren und unsere Universitätsgelände wieder sicher und patriotisch machen.
19. Schutz der Wahlen, einschließlich Wahlen am selben Tag, Wähleridentifikation, Papierstimmzetteln und Nachweis der Staatsbürgerschaft.
20. Unser Land einen, indem wir es auf ein neues und rekordverdächtiges Erfolgsniveau bringen.

Erstmals seit der Republican National Convention 1980 enthielt das Parteiprogramm keinen Aufruf zum Umsetzen eines bundesweiten Abtreibungsverbotes.
Die Parteiprogramme 2016 und das fortgeschriebene Programm 2020 hatten noch ein Verbot nach der zwanzigsten Schwangerschaftswoche gefordert. Vielmehr wurde zum Ausdruck gebracht, dass die Bundesstaaten gemäß dem 14. Verfassungszusatz ungeborenes Leben schützen sollten und nur Abbrüche zum Ende der Schwangerschaft abgelehnt würden. Es wurde außerdem darauf verzichtet wie in vorherigen Parteiprogrammen zur Abschaffung der gleichgeschlechtliche Ehe aufzurufen. Stattdessen wurde eine Heiligkeit der Ehe und die Bedeutung der Familie für die Gesellschaft hervorgehoben. Nicht mehr genannt wurde ein Zurückschneiden der Staatsverschuldung und die Forderung der Staatlichkeit von Puerto Rico.